# Harelbeke-Anvers-Harelbeke 1958
La 1re édition de Harelbeke-Anvers-Harelbeke a eu lieu le 3 mai 1958. Elle est remportée par le Belge Armand Desmet qui parcourt les 210 kilomètres en 5 h 42, soit à une vitesse moyenne de 36,84 km/h.

## Classement général
| Classement général, | Classement général, | Classement général, | Classement général, | Classement général, |
|                     | Coureur             | Pays                | Équipe              | Temps               |
| ------------------- | ------------------- | ------------------- | ------------------- | ------------------- |
| 1er                 | Armand Desmet       | Belgique            | Groene Leeuw        | en 5 h 42           |
| 2e                  | Lucien Demunster    | Belgique            | Elve-Peugeot-Marvan | m.t                 |
| 3e                  | Briek Schotte       | Belgique            | Libertas-Dr. Mann   | m.t                 |
| 4e                  | André Noyelle       | Belgique            | Groene Leeuw        | m.t                 |
| 5e                  | Jozef Theuns        | Belgique            | Dossche Sport       | m.t                 |
| 6e                  | Léopold Rosseel     | Belgique            | Elve-Peugeot-Marvan | m.t                 |
| 7e                  | René Van Meenen     | Belgique            | Splendor            | m.t                 |
| 8e                  | Noël Foré           | Belgique            | Groene Leeuw        | m.t                 |
| 9e                  | Victor Wartel       | Belgique            | Ghigi-Coppi         | m.t                 |
| 10e                 | Julien Pascal       | Belgique            | Bertin              | m.t                 |
| modifier            |                     |                     |                     |                     |